# Gmina Rrasë
Gmina Rrasë (alb. Komuna Rrasë) – gmina  położona w środkowej części Albanii. Administracyjnie należy do okręgu Elbasan w obwodzie Elbasan. W 2011 roku populacja gminy wynosiła 1594 w tym 798 kobiet oraz 796 mężczyzn, z czego Albańczycy stanowili 80,52% mieszkańców.
W skład gminy wchodzą cztery miejscowości: Rrasë e Sipërme, Shegas, Gur i Bardhë, Rrasë e Poshtme.